# ザック・ランドルフ
ザッカリー・マッケンリー・ランドルフ（Zachary McKenley Randolph, 1981年7月16日 - ）は、アメリカ合衆国・インディアナ州マリオン出身の元プロバスケットボール選手。NBAのメンフィス・グリズリーズなどで活躍した。ポジションはパワーフォワード。愛称は「Z-Bo」や「ザック神」。

## 学生時代
マリオン高校では2度州チャンピオンに導き、2000年のUSAトゥデイ紙、パレード誌のオールアメリカンファーストチームに名を連ねた。高校オールスターゲームであるマクドナルドオールアメリカンゲームでは、23得点15リバウンドを記録し、MVPに選ばれた。
大学はミシガン州立大学スパルタンズに進学。2001年のNCAAトーナメントではファイナル4まで進出した。大学では1年だけプレイし、2001年のNBAドラフトにアーリーエントリーした。大学でのチームメイトにはジェイソン・リチャードソン、チャーリー・ベルらが居る。

## NBAキャリア
ドラフトではポートランド・トレイルブレイザーズから全体の19位指名を受けた。デビュー後2年間はベンチを暖める存在だったが、2003年プレーオフ・ファーストラウンドのダラス・マーベリックス戦で大ブレイク。3戦3敗で迎えた第4戦から平均20得点10リバウンドの "20-10" を量産し、シリーズを3勝3敗に持ち込む原動力となった (結果は3勝4敗で敗退) 。3年目の2003-04シーズン、再建を図るチームはランドルフをスターターに起用した。期待に応え20.1得点、10.5リバウンドというスタークラスの数字を残し、見事MIP（最も成長した選手に贈られる賞）を受賞した。一方でこの頃から素行の悪さが目立つようになり、この年にチームメイトのルーベン・パターソンと暴力沙汰を起こしたのを皮切りに、マリファナ所持や飲酒運転、婦女暴行事件に関連した訴訟など、多くの問題を抱えるようになり、チーム内の風紀の乱れから「ジェイル(監獄)・ブレイザーズ」と揶揄されるチームの象徴として見られるようになった。
続く2004-05シーズンは怪我の影響もあり不本意な成績（46試合の出場のみ）に終わった。2005-06シーズンは弱体化したチームの中で力を発揮できずにいたが71試合に出場。12月にはキャリアハイの37得点を記録した。また、この年は3ポイントシュートにも積極的にトライした。続く2006-2007シーズンも68試合に出場し、23.6得点10.1リバウンドの好成績を残した。
2007年6月28日、NBAドラフト当日のトレードによりニューヨーク・ニックスへ移籍した。ニックスではエディ・カリーとのコンビが注目されたが、ボールを共有できずディフェンスをしない2人がうまく共存できるわけもなく、チームも自身も芳しくない成績で終わった。
2008年11月21日、カッティノ・モブリー＆ティム・トーマスとのトレードでロサンゼルス・クリッパーズへ移籍した。
その後2009年オフシーズンに、クエンティン・リチャードソンとのトレードでメンフィス・グリズリーズへ移籍。プレースタイルに変化が見られるようなり、チームプレーヤーにと変貌を遂げた。若いチームの中でベテランとして上手くチームを支え、周囲の評価を飛躍的に上げたランドルフは、自身初のNBAオールスターゲームに選出された。その後2013年のオールスターにも選出されるなど、マーク・ガソルやマイク・コンリーらとともにグリズリーズの中心選手として君臨。2016年3月19日のロサンゼルス・クリッパーズ戦では、28得点  11リバウンド10アシストを記録し、自身初のトリプル・ダブルを達成した。
2016-17シーズンからはデビッド・フィッツデールHCの方針でPFのスターターをジャマイカル・グリーンに譲った。ここでもまたチームの為と承諾し、シックスマンとしてチームを支えた。
2017年7月4日、サクラメント・キングスと2年2400万ドルで契約。尚、ランドルフの古巣メンフィス・グリズリーズは同月7日、長年グリズリーズの中心選手として牽引したランドルフに敬意を表し、現役選手としては異例となる、チーム史上初の永久欠番「50」を授与することを発表した。
2019年12月31日、引退を表明した。
2021年12月11日、メンフィス・グリズリーズ時代に着用していた背番号「50」の永久欠番授与式が執り行われた。

## プレースタイル
屈強な体格で、柔らかいシュートタッチでミドルレンジからのジャンプショットなどで多くの得点を決めただけでなく、体格を活かしてリバウンドでも強さを発輝した。マルク・ガソルとの優れたコンビは、NBA最強のフロントコートデュオとも評価されていた。
ポートランド・トレイルブレイザーズ、ニューヨーク・ニックスに所属していた頃までは自分本位なプレイが多くかっただけでなく、度々問題を起こして、問題児扱いをされていたが、グリズリーズ移籍後、人間が変わったかのようにチームプレーヤーに徹するようになり、そのため個人成績は移籍前殆ど変わっていないにもかかわらず、周囲の評価が好転し、オールスターに選出されるまでになった。

## 個人成績

### NBAレギュラーシーズン
| シーズン     | チーム       | GP    | GS  | MPG  | FG%  | 3P%  | FT%  | RPG  | APG | SPG | BPG | PPG  |
| ------------ | ------------ | ----- | --- | ---- | ---- | ---- | ---- | ---- | --- | --- | --- | ---- |
| 2001–02      | POR          | 41    | 0   | 5.8  | .449 | .000 | .667 | 1.7  | .3  | .2  | .1  | 2.8  |
| 2002–03      | POR          | 77    | 11  | 16.9 | .513 | .000 | .758 | 4.5  | .5  | .5  | .2  | 8.4  |
| 2003–04      | POR          | 81    | 80  | 37.9 | .485 | .200 | .761 | 10.5 | 2.0 | .8  | .5  | 20.1 |
| 2004–05      | POR          | 46    | 37  | 34.8 | .448 | .000 | .815 | 9.6  | 1.9 | .7  | .4  | 18.9 |
| 2005–06      | POR          | 74    | 71  | 34.4 | .436 | .291 | .714 | 8.0  | 1.9 | .8  | .2  | 18.0 |
| 2006–07      | POR          | 68    | 67  | 35.7 | .467 | .292 | .819 | 10.1 | 2.2 | .8  | .2  | 23.6 |
| 2007–08      | NYK          | 69    | 68  | 32.5 | .459 | .275 | .772 | 10.3 | 2.0 | .9  | .2  | 17.6 |
| 2008–09      | NYK          | 11    | 11  | 35.3 | .434 | .292 | .821 | 12.5 | 1.4 | 1.2 | .3  | 20.5 |
| 2008–09      | LAC          | 39    | 34  | 35.1 | .487 | .342 | .701 | 9.4  | 2.3 | .8  | .3  | 20.9 |
| 2009–10      | MEM          | 81    | 81  | 37.7 | .488 | .288 | .778 | 11.7 | 1.8 | 1.0 | .4  | 20.8 |
| 2010–11      | MEM          | 75    | 74  | 36.3 | .503 | .186 | .758 | 12.2 | 2.2 | .8  | .3  | 20.1 |
| 2011–12      | MEM          | 28    | 8   | 26.3 | .463 | .250 | .659 | 8.0  | 1.7 | .8  | .1  | 11.6 |
| 2012–13      | MEM          | 76    | 75  | 34.3 | .460 | .087 | .750 | 11.2 | 1.4 | .8  | .4  | 15.4 |
| 2013–14      | MEM          | 79    | 79  | 34.2 | .467 | .100 | .742 | 10.1 | 2.5 | .7  | .3  | 17.4 |
| 2014–15      | MEM          | 71    | 71  | 32.5 | .487 | .350 | .765 | 10.5 | 2.2 | 1.0 | .2  | 16.1 |
| 2015–16      | MEM          | 68    | 53  | 29.6 | .475 | .231 | .796 | 7.8  | 2.1 | .6  | .2  | 15.3 |
| 2016–17      | MEM          | 73    | 5   | 24.5 | .449 | .223 | .731 | 8.2  | 1.7 | .5  | .1  | 14.1 |
| 2017–18      | SAC          | 59    | 57  | 25.6 | .473 | .347 | .785 | 6.7  | 2.2 | .7  | .2  | 14.5 |
| 通算         | 通算         | 1,116 | 882 | 31.0 | .471 | .273 | .764 | 9.1  | 1.8 | .7  | .3  | 16.6 |
| オールスター | オールスター | 2     | 0   | 16.0 | .438 | .000 | .000 | 5.5  | 1.0 | 1.0 | .0  | 7.0  |

### NBAプレーオフ
| シーズン | チーム | GP | GS | MPG  | FG%  | 3P%  | FT%  | RPG  | APG | SPG | BPG | PPG  |
| -------- | ------ | -- | -- | ---- | ---- | ---- | ---- | ---- | --- | --- | --- | ---- |
| 2002     | POR    | 1  | 0  | 1.0  | .000 | .000 | .000 | .0   | .0  | .0  | .0  | .0   |
| 2003     | POR    | 7  | 4  | 29.3 | .525 | .000 | .892 | 8.7  | 1.6 | .4  | .3  | 13.9 |
| 2011     | MEM    | 13 | 13 | 39.6 | .446 | .250 | .821 | 10.8 | 2.4 | 1.1 | .8  | 22.2 |
| 2012     | MEM    | 7  | 7  | 35.4 | .420 | .000 | .629 | 9.9  | .9  | 1.0 | .6  | 13.7 |
| 2013     | MEM    | 15 | 15 | 36.9 | .460 | .000 | .670 | 10.0 | 1.6 | .7  | .5  | 17.4 |
| 2014     | MEM    | 6  | 6  | 39.0 | .404 | .000 | .610 | 8.7  | 2.3 | .8  | .2  | 18.2 |
| 2015     | MEM    | 11 | 11 | 34.7 | .423 | .200 | .879 | 8.5  | 2.1 | .5  | .0  | 15.6 |
| 2016     | MEM    | 4  | 4  | 30.0 | .371 | .000 | .857 | 8.8  | 1.8 | .3  | .0  | 13.0 |
| 2017     | MEM    | 6  | 4  | 31.8 | .422 | .143 | .727 | 8.2  | .7  | .8  | .3  | 13.2 |
| 通算     | 通算   | 70 | 64 | 35.0 | .437 | .154 | .750 | 9.3  | 1.7 | .7  | .4  | 16.5 |

### カレッジ
| シーズン | チーム           | GP | GS | MPG  | FG%  | 3P%  | FT%  | RPG | APG | SPG | BPG | PPG  |
| -------- | ---------------- | -- | -- | ---- | ---- | ---- | ---- | --- | --- | --- | --- | ---- |
| 2000-01  | ミシガンステート | 33 | 8  | 19.8 | .587 | .000 | .635 | 6.7 | 1.0 | .7  | .7  | 10.8 |

## タイトル・受賞
NBA
- NBAオールスターゲーム選手 (2010, 2013)
- オールNBAサードチーム (2011)
- NBA最成長選手賞 (2004)

ハイスクール
- パレード誌オールアメリカン・ファーストチーム (2000)
- マクドナルド・オール・アメリカンゲームMVP (2000)